# Општи избори у Босни и Херцеговини 2002.
Општи избори у Босни и Херцеговини одржани су 5. октобра 2002. За разлику од претходних избора који су проведени према Правилима и прописима Привремене изборне комисије Мисије ОЕБС у БиХ, ови избори су по први пут одржани према одредбама Изборног закона БиХ, који је ступио на снагу 2001. године. Надлежност за одржавање избора од Привремене изборне комисије преузела је Изборна комисија БиХ.

## Резултати

### Предсједништво БиХ
| Кандидат                   | Странка                                   | Бошњак          | Србин            | Хрват            |
| -------------------------- | ----------------------------------------- | --------------- | ---------------- | ---------------- |
| Сулејман Тихић             | Странка демократске акције                | 192.661 (37,3%) |                  |                  |
| Харис Силајџић             | Странка за Босну и Херцеговину            | 179.726 (34,8%) |                  |                  |
| Алија Бехмен               | Социјалдемократска партија БиХ            | 90.434 (17,51%) |                  |                  |
| Фикрет Абдић               | Демократска народна заједница БиХ         | 21.164 (4,10%)  |                  |                  |
| Фарук Балијагић            | Босанска странка                          | 9.650 (1,87%)   |                  |                  |
| Емир Златар                | Босанскохерцеговачка патриотска странка   | 6.500 (1,26%)   |                  |                  |
| Расим Кадић                | Либерално-демократска странка             | 5.360 (1,04%)   |                  |                  |
| Мирко Шаровић              | Српска демократска странка                |                 | 180.212 (35,5%)  |                  |
| Небојша Радмановић         | Савез независних социјалдемократа         |                 | 101.119 (19,93%) |                  |
| Огњен Тадић                | Српска радикална странка РС               |                 | 44.262 (8,72%)   |                  |
| Десница Радивојевић        | Странка демократске акције                |                 | 41.667 (8,21%)   |                  |
| Бранко Докић               | Партија демократског прогреса             |                 | 41.228 (8,13%)   |                  |
| Мирко Бањаћ                | СНП                                       |                 | 23.238 (4,58%)   |                  |
| Младен Граховац            | Социјалдемократска партија БиХ            |                 | 22.852 (4,50%)   |                  |
| Драгутин Илић              | Социјалистичка партија РС                 |                 | 18.533 (3,65%)   |                  |
| Милорад Цокић              | Демократски народни савез                 |                 | 16.329 (3,18%)   |                  |
| Светозар Радивојевић       | Српски народни савез РС                   |                 | 5.143 (1,01%)    |                  |
| Драган Човић               | Хрватска демократска заједница БиХ        |                 |                  | 114.606 (61,52%) |
| Младен Иванковић-Лијановић | Економски блок ХДУ-За бољитак             |                 |                  | 32.411 (17,40%)  |
| Мијо Анић                  | Нова хрватска иницијатива                 |                 |                  | 16.355 (8,77%)   |
| Стјепан Кљуић              | Републиканска странка БиХ                 |                 |                  | 9.413 (4,05%)    |
| Жељко Короман              | Хрватски правашки блок                    |                 |                  | 5.255 (2,82%)    |
| Жарко Мишић                | Хрватска хришћанско-демократска унија БиХ |                 |                  | 5.142 (2,76%)    |
| Маринко Бркић              | Независан                                 |                 |                  | 2.154 (1,16%)    |
| Укупно                     |                                           | 516.610         | 507.414          | 186.291          |
| Извор: Izbori.ba           |                                           |                 |                  |                  |

### Представнички дом Парламентарне скупштине БиХ
| Странка                                           | Гласови | %     | Мандати |
| ------------------------------------------------- | ------- | ----- | ------- |
| Странка демократске акције                        | 269.427 | 23,71 | 10      |
| Српска демократска странка                        | 172.544 | 15,18 | 5       |
| Странка за Босну и Херцеговину                    | 136.090 | 11,97 | 6       |
| Социјалдемократска партија Босне и Херцеговине    | 134.384 | 11,82 | 5       |
| Савез независних социјалдемократа                 | 114.591 | 10,08 | 3       |
| Хрватска демократска заједница-Демохришћани-ХНЗ   | 114.207 | 10,05 | 5       |
| Партија демократског прогреса                     | 53.177  | 4,68  | 2       |
| Социјалистичка партија Републике Српске           | 22.136  | 4,32  | 1       |
| Босанска странка                                  | 18.411  | 2,57  | 1       |
| Пензионери - СПУ БиХ                              | 17.164  | 2,45  | 1       |
| Демократска народна заједница Босне и Херцеговине | 16.454  | 2,29  | 1       |
| Нова хрватска иницијатива                         | 13.820  | 1,93  | 1       |
| Економски блок ХДУ-За бољитак                     | 16.052  | 2,24  | 1       |
| Укупно (изл. 53,9%)                               |         |       | 42      |
| Ивор: Izbori.ba                                   |         |       |         |

### Избори у ФБиХ

#### Представнички дом Парламента ФБиХ
| Странка                                                   | Гласови | Мандати |
| --------------------------------------------------------- | ------- | ------- |
| Странка демократске акције                                | 234.923 | 32      |
| Хрватска демократска заједница Босне и Херцеговине        | 113.197 | 16      |
| Странка за Босну и Херцеговину                            | 109.843 | 15      |
| Социјалдемократска партија Босне и Херцеговине            | 111.668 | 15      |
| Босанска странка                                          | 20.188  | 3       |
| Пензионери                                                | 16.583  | 2       |
| Демократска народна заједница Босне и Херцеговине         | 16.383  | 2       |
| Економски блок ХДУ-За бољитак                             | 13.967  | 2       |
| Нова хрватска иницијатива                                 | 13.967  | 2       |
| Босанскохерцеговачка патриотска странка                   | 9.734   | 1       |
| Хрватска сељачка странка БиХ                              | 6.329   | 1       |
| Либерално-демократска странка                             | 5.971   | 1       |
| Хрватска хришћанско-демократска унија Босне и Херцеговине | 5.699   | 1       |
| Савез независних социјалдемократа                         | 5.198   | 1       |
| Хрватска странка права Босне и Херцеговине                | 4.401   | 1       |
| Грађанска демократска странка                             | 4.032   | 1       |
| Хрватски правашки блок                                    | 3.880   | 1       |
| Европска странка                                          | 3.769   | 1       |
| Извор: Izbori.ba                                          |         |         |

#### Кантоналне скупштине
| Странка                            | УСК | ПК | ТК | ЗДК | БПК | СБК ЖСБ | ХНК ЖХН | ЗХЖ | КС | Кантон 10 | Укупно |
| ---------------------------------- | --- | -- | -- | --- | --- | ------- | ------- | --- | -- | --------- | ------ |
| Странка демократске акције         | 14  | 2  | 16 | 20  | 12  | 10      | 7       | -   | 15 | 2         | 98     |
| Странка за Босну и Херцеговину     | 5   | 1  | 6  | 6   | 8   | 5       | 5       | -   | 10 | 1         | 47     |
| Социјалдемократска партија БиХ     | 4   | 3  | 11 | 6   | 5   | 3       | 3       | -   | 10 | 1         | 46     |
| Хрватска демократска заједница БиХ | -   | 10 | -  | 2   | -   | 10      | 15      | 18  | -  | 13        | 68     |
| Хрватска странка права БиХ         | -   | 1  | -  | -   | -   | -       | -       | 1   | -  | 1         | 3      |
| Нова хрватска иницијатива          | -   | 3  | -  | -   | -   | 2       | -       | -   | -  |           | 5      |
| Хрватска сељачка странка БиХ       | -   | 1  | -  | -   | -   |         |         |     | -  |           | 1      |
| Економски блок ХДУ-За бољитак      | -   | -  | -  | -   | -   | -       | -       | 2   | -  | 2         | 4      |
| Пензионери - СПУ БиХ               | -   | -  | -  | 1   |     |         | -       |     | -  |           | 1      |
| Демохришћани                       | -   | -  | -  | -   | -   | -       | -       | 1   | -  | -         | 1      |
| Хрватски правашки блок             | -   | -  | -  | -   | -   | -       | -       | 1   |    | -         | 1      |
| Демократска народна заједница БиХ  | 7   | -  | -  | -   | -   | -       | -       | -   | -  | -         | 7      |
| Босанска странка                   | -   | -  | 2  | -   | -   | -       | -       | -   | -  | -         | 2      |
| Савез независних социјалдемократа  | -   | -  | -  | -   | -   | -       | -       | -   | -  | 3         | 3      |

Извор: ЦИК БиХ

### Избори у Републици Српској

#### Предсједник и потпредсједници РС
| Кандидат         | Партија                           | Гласови | %     |
| ---------------- | --------------------------------- | ------- | ----- |
| Драган Чавић     | Српска демократска странка        | 183.121 | 35,89 |
| Милан Јелић      | Савез независних социјалдемократа | 112.612 | 22,07 |
| Драган Микеревић | Партија демократског прогреса     | 39.978  | 7,83  |
| Адил Османовић   | Странка демократске акције        | 34.129  | 6,69  |

#### Народна скупштина РС
| Странка                                        | Гласови | %     | Посланици |
| ---------------------------------------------- | ------- | ----- | --------- |
| Српска демократска странка                     | 159.164 | 31,19 | 26        |
| Савез независних социјалдемократа              | 111.226 | 21,79 | 19        |
| Партија демократског прогреса                  | 54.756  | 10,73 | 9         |
| Странка демократске акције                     | 36.212  | 7,10  | 6         |
| Српска радикална странка Републике Српске      | 22.396  | 4,39  | 4         |
| Странка за Босну и Херцеговину                 | 18.624  | 3,65  | 4         |
| Социјалистичка партија Републике Српске        | 21.417  | 4,21  | 3         |
| Демократски народни савез                      | 20.375  | 3,99  | 3         |
| Социјалдемократска партија Босне и Херцеговине | 17.227  | 3,38  | 3         |
| Пензионерска странка Републике Српске          | 9.019   | 1,77  | 1         |
| СНП - Обнова                                   | 6.449   | 1,26  | 1         |
| Српски народни савез Републике Српске          | 4.992   | 0,98  | 1         |
| Српска патриотска странка                      | 4.730   | 0,93  | 1         |
| Демократска странка                            | 4.343   | 0,85  | 1         |
| Нова хрватска иницијатива                      | 3.109   | 0,61  | 1         |
| Укупно                                         | 510.377 |       | 83        |
| Извор: Izbori.ba                               |         |       |           |